# ワーウ州
ワーウ州(ワーウしゅう、英語：Wau State)は、南スーダン北西部のバハル・アル・ガザール地方中部にかつて存在した州。2015年成立、2020年廃止。
2014年の人口は43万1230人。
州都はワーウ。

## 隣接州
- 北：アウェル州
- 北東：ゴグリアル州
- 東：トンジェ州
- 南：グブドゥウェ州
- 西：ロル州

## 行政区画
以下の8郡から成る。
- オデチー郡
- カンギ郡
- クアージナ郡
- バイリ郡
- バガリ郡
- ブサリア郡
- マリアル・ベイ郡
- ロク・ロク・ドン郡